# Westinghouse Works
Завод Вестингауз, 1904 — сборник из 21 короткого фильма, каждый из которых в среднем длительностью около 3 минут. Фильмы были сняты с 18 апреля по 16 мая 1904 года в городе Питтсбург, штат Пенсильвания, на заводах фирмы Вестингауз. Были отсняты Г. В. Битцером из фирмы «Мутоскоп и Байограф» и показаны компанией «Вестингауз» на Всемирной выставке 1904 года. Ныне фильмы входят в Национальный реестр кинокартин в Библиотеке Конгресса.
Фильмы в коллекции Библиотеки Конгресса:
1. Сборка генератора Архивная копия от 8 марта 2016 на Wayback Machine, завод Вестингауза
2. Сборка и испытание турбин Архивная копия от 14 октября 2014 на Wayback Machine, завод Вестингауза
3. Бросая в окно Архивная копия от 14 октября 2014 на Wayback Machine, завод Вестингауза
4. Намоточные станки Архивная копия от 29 января 2014 на Wayback Machine, завод Вестингауза
5. Намоточные секции Е Архивная копия от 17 декабря 2017 на Wayback Machine, завод Вестингауза
6. Девушки во время проверки, завод Вестингауза
7. Девочки занимаются обмоткой якорей Архивная копия от 20 марта 2014 на Wayback Machine
8. Панорама фасада Архивная копия от 11 апреля 2011 на Wayback Machine компания Westinghouse работает
9. Панорама междурядья Архивная копия от 14 октября 2014 на Wayback Machine, завод Вестингауза
10. Панорама улиц  Архивная копия от 7 марта 2016 на Wayback Machine
11. Панорамный вид междурядья Б Архивная копия от 14 октября 2014 на Wayback Machine, завод Вестингауза
12. Паровой молот Архивная копия от 6 августа 2014 на Wayback Machine, завод Вестингауза
13. Пар в свисток Архивная копия от 17 декабря 2017 на Wayback Machine, завод Вестингауза
14. Съем с катушки Архивная копия от 7 марта 2016 на Wayback Machine, завод Вестингауза
15. Выстукивание печи Архивная копия от 4 марта 2016 на Wayback Machine, завод Вестингауза
16. Испытание роторов Архивная копия от 31 марта 2014 на Wayback Machine, завод Вестингауза
17. Тестирование больших турбин Архивная копия от 27 декабря 2013 на Wayback Machine, завод Вестингауза
18. Сварка Большого кольца Архивная копия от 9 марта 2016 на Wayback Machine
19. Воздушный Тормоз Вестингауза Ко. Вестингауз Ко. строительство (сцена литья) Архивная копия от 17 декабря 2017 на Wayback Machine
20. Воздушный Тормоз Вестингауза Ко. Вестингауз Ко. работ (цена формовочных работа) Архивная копия от 17 декабря 2017 на Wayback Machine
21. Воздушный Тормоз Вестингауза Ко. Завод Вестингауза Архивная копия от 6 марта 2016 на Wayback Machine